# Type C65
La classe de frégate type C65 est une classe de cinq navires  prévus pour la marine nationale. Un seul bâtiment a été en service de 1973 à 1997, l'Aconit (D609) qui a repris le nom de l'ancienne corvette Aconit qui a combattu dans les Forces navales françaises libres pendant la Seconde Guerre mondiale.

## Histoire
ultime évolution des cinq escorteurs d’escadre de la classe T 47 à  T 56 spécialisés dans la lutte anti-sous-marine, ses performances n’atteignent pas les objectifs souhaités et la mise au point de l’appareil propulsif est longue et laborieuse.
De ce fait, le programme des corvettes C65 qui devait compter cinq unités s’arrête après la première unité, l'Aconit. La conception des bâtiments anti-sous-marins océaniques est totalement repensée et débouche sur le programme C67 (puis F67) de la classe Tourville.